# PGC 4258
LEDA/PGC 4258 ist eine Spiralgalaxie vom Hubble-Typ Sa im Sternbild Fische auf der Ekliptik, die schätzungsweise 240 Millionen Lichtjahre von der Milchstraße entfernt ist. Sie ist Mitglied der 22 Galaxien zählenden NGC 452-Gruppe (LGG 18).

Im selben Himmelsareal befindet sich u. a. die Galaxie NGC 420.